# Сенаторы от департамента Сомма
В соответствии с законодательством Франции избрание сенаторов осуществляется коллегией выборщиков, в которую входят депутаты Национального собрания, члены регионального и генерального советов, а также делегаты от муниципальных советов. Количество мест определяется численностью населения. Департаменту Сомма в Сенате выделено 3 места. В случае, если от департамента избирается 3 и более сенаторов (до 2014 года - 4 и более), выбор осуществляется среди списков кандидатов по пропорциональной системе с использованием метода Хэйра. Список кандидатов должен включать на 2 имени кандидата больше, чем число мандатов, и в составе списка должны чередоваться мужчины и женщины.
В выборах сенаторов 2020 года участвовали 7 списков кандидатов и 1806 выборщиков.

## Результаты выборов 2020 года
|  | Лидер списка    | Политическая направленность                                    | Получено голосов | %     | Кол-во мест | +/- (к 2014 г.) |
|  | --------------- | -------------------------------------------------------------- | ---------------- | ----- | ----------- | --------------- |
|  | Стефан Демийи   | Союз демократов и независимых                                  | 576              | 32,10 | 1           | 0               |
|  | Лоран Сомон     | Республиканцы                                                  | 498              | 28,18 | 1           | 0               |
|  | Реми Кардон     | Социалистическая партия, Коммунистическая партия, Разные левые | 384              | 21,73 | 1           | 0               |
|  | Бенуа Меркюзо   | Вперёд, Республика!, Разные левые                              | 201              | 11,38 | 0           | 0               |
|  | Патрисия Шаньон | Национальное объединение                                       | 57               | 3,23  | 0           | 0               |
|  | Жан-Мари Дезаши | Разные правые                                                  | 32               | 1,81  | 0           | 0               |
|  | Патрис Бушер    | Разные правые                                                  | 19               | 1,08  | 0           | 0               |

## Результаты выборов 2014 года
|  | Лидер списка     | Политическая направленность                                    | Получено голосов | %     | Кол-во мест | +/- (к 2004 г.) |
|  | ---------------- | -------------------------------------------------------------- | ---------------- | ----- | ----------- | --------------- |
|  | Даниель Дюбуа    | Союз демократов и независимых                                  | 731              | 42,01 | 1           | -1              |
|  | Жером Биньон     | Союз за народное движение                                      | 451              | 25,92 | 1           | 0               |
|  | Кристиан Манабль | Социалистическая партия, Коммунистическая партия, Левые партии | 411              | 23,62 | 1           | +1              |
|  | Натали Юар       | Национальный фронт                                             | 88               | 5,06  | 0           | 0               |
|  | Изабель Демезон  | Разные левые                                                   | 44               | 2,53  | 0           | 0               |
|  | Николя Лоттен    | Вставай, Франция!                                              | 12               | 0,69  | 0           | 0               |
|  | Жан-Мари Дезаши  | Прочие                                                         | 3                | 0,17  | 0           | 0               |

## Результаты выборов 2004 года
|                            |           | Кандидат         | Партия                         | Первый тур     | Первый тур | Второй тур | Второй тур |
| Кол-во голосов             | % голосов | Кандидат         | Партия                         | Кол-во голосов | % голосов  |            |            |
| -------------------------- | --------- | ---------------- | ------------------------------ | -------------- | ---------- | ---------- | ---------- |
|                            |           | Даниель Дюбуа    | Союз за французскую демократию | 548            | 32,68      | 1 080      | 65,14      |
| *                          |           | Пьер Мартен      | Союз за народное движение      | 488            | 29,10      | 1 052      | 63,45      |
| *                          |           | Марсель Денё     | Союз за французскую демократию | 463            | 27,61      | 1 016      | 61,28      |
|                            |           | Жак Флёри        | Социалистическая партия        | 355            | 21,17      | 537        | 32,39      |
|                            |           | Кристиан Манабль | Социалистическая партия        | 348            | 20,75      | 524        | 31,60      |
|                            |           | Жак Пекери       | Коммунистическая партия        | 140            | 8,35       | 501        | 30,22      |
|                            |           | Филипп Жарден    | Национальный фронт             | 21             | 1,25       | 32         | 1,93       |
|                            |           | Жак Мурно        | Независимый                    | 6              | 0,36       | 0          | 0,0        |
| *                          |           | Фернан Демийи    | Союз за французскую демократию | 419            | 29,44      |            |            |
|                            |           | Ален Жест        | Союз за народное движение      | 337            | 20,10      |            |            |
|                            |           | Анни Руко        | Социалистическая партия        | 311            | 18,55      |            |            |
|                            |           | Юбер Энно        | Союз за народное движение      | 233            | 13,89      |            |            |
|                            |           | Кристиан Влеминк | Разные правые                  | 213            | 12,70      |            |            |
|                            |           | Клод Дефлессель  | Союз за французскую демократию | 121            | 7,22       |            |            |
|                            |           | Колетт Фине      | Коммунистическая партия        | 120            | 7,16       |            |            |
|                            |           | Брижитт Дешам    | Коммунистическая партия        | 117            | 6,98       |            |            |
|                            |           | Брижитт Ломм     | Разные правые                  | 105            | 6,26       |            |            |
| Прочие                     | Прочие    | Прочие           | Прочие                         |                | менее 5 %  |            |            |
| * - Действовавшие сенаторы |           |                  |                                |                |            |            |            |

## Избранные сенаторы (2020-2026)
- Стефан Демийи (Союз демократов и независимых), депутат Национального собрания Франции, бывший мэр Альбера
- Лоран Сомон (Республиканцы), президент Совета департамента Сомма
- Реми Кардон (Социалистическая партия), член муниципального совета города Камон

## Избранные сенаторы (2014-2020)
- Даниель Дюбуа (Союз за французскую демократию), член Генерального совета департамента Сомма
- Жером Биньон (Союз за народное движение), бывший депутат Национального собрания Франции
- Кристиан Манабль (Социалистическая партия), президент Генерального совета департамента Сомма

## Сенаторы (2004-2014)
- Даниель Дюбуа (Союз за французскую демократию), член Генерального совета департамента Сомма
- Пьер Мартен (Союз за народное движение), мэр коммуны Алланкур, президент Ассоциации мэров департамента Сомма
- Марсель Денё (Союз за французскую демократию)